# تاینن
تاینن (به انگلیسی: Tynan) یک روستا در بریتانیا است. تاینن ۷۱ نفر جمعیت دارد.